# 秋月直道
秋月 直道（あきづき なおみち、1949年 - ）は、日本の建築家。会津若松市の建築家として、一級建築士事務所桃李社を主宰。
日本建築学会、福島県建築士会会員。日本建築家協会登録建築家。福島県会津若松市生まれ。

## 経歴
- 1974年　日本大学理工学部建築学科卒業。
- 1975年　東京工業大学工学部研究生修了。地域計画・都市計画を専攻。
- 1975年　岡設計入社。
- 1999年　会津土建株式会社取締役設計部長。
- 2001年　株式会社エマキ代表取締役。
- 2006年　有限会社桃李社代表取締役就任。

## その他
- 学生時代から建築デザイン分野で受賞歴がある。

## 受賞
- 会津大学で、日本建築学会建築選集入選、東北建築賞受賞
- 日光自然博物館で、日本建築学会建築選集入選、マロニエ建築賞受賞
- ホテルシーサイド江戸川（江戸川区立葛西臨海公園宿泊施設）で、東京建築賞、建築士事務所協会全国大会会長賞、東京都都市計画局長賞受賞
- 郡山ザベリオ学園で、BCS（建築業協会）賞、東北建築賞受賞
- 都営百人町三丁目第2住宅で、東京建築賞受賞
- 和光市吹上コミュニティセンターで、東京都建築士事務所協会賞受賞
- 福島県河東町庁舎で、福島県建築文化賞受賞
- 佐藤内科循環器科医院で、美しい会津若松景観賞つくる賞受賞

## 代表作品
- 独立行政法人日本原子力研究開発機構先端基礎研究センター
- 栃木県立日光自然博物館
- 岩槻市立図書館・公民館 (埼玉県)
- 三鷹市連雀コミュニティセンター (東京都)
- 和光市吹上コミュニティセンター (埼玉県)
- 宇都宮農林公園「ろまんちっく村」 (栃木県)
- 茅ヶ崎市民会館 (神奈川県)
- 館林市三の丸芸術ホール (群馬県)
- 福島県立会津大学
- 郡山ザベリオ学園・中学校・小学校・幼稚園・修道院
- 会津若松ザベリオ学園・体育館・格技場・幼稚園・修道院
- 朝霞市第八小学校 (埼玉県)
- 和光市本町小学校 (埼玉県)
- 蓮田市黒浜北小学校 (埼玉県)
- 与野市八王子中学校 (埼玉県)
- 箱根明星中学校特別教室棟 (神奈川県)
- 和光市立ほんちょう保育園 (埼玉県)
- 入間東部福祉会入間東部みよしの里（埼玉県三芳町入所更生施設）
- 川越市総合保健センター (埼玉県)
- 羽村市福祉センター (東京都)
- 箕郷町保健センター (群馬県)
- 高野台クリニック
- なるせレディースクリニック
- 入澤クリニック
- 伊藤眼科クリニック
- 白井内科クリニック
- 星野クリニック
- 佐藤内科循環器医院
- ミユキ歯科クリニック
- 門田の家
- 芝信用金庫（旧東調布信用金庫）長原支店・矢口支店・雪谷支店・尻手支店
- 日立市公設地方卸売市場
- 公設鹿島地方卸売市場
- 会津コンタクト
- 神田ミユキビル
- エレクシオンビル
- きくや生花店ビル
- 箕郷町役場庁舎 (群馬県)
- 河東町役場庁舎 (福島県)
- ホテルシーサイド江戸川（江戸川区立葛西臨海公園宿泊施設）
- 流山市民ふれあいセンター（相馬ユートピア）
- ウェルハートピア山形くろさわ（厚生年金ハートピア山形）
- 前川邸
- 佐藤邸
- 苗場ロッジK
- 都営百人町三丁目住宅693 戸（内シルバーピア100 戸）
- 都営百人町四丁目住宅358 戸
- 国家公務員百人町第2住宅57戸）
- 警視庁有家族待機宿舎大久保住宅25戸
- ゴスペルハウス
- 門田高齢者共同住宅20戸
- エスパーダ千石67戸